# Armand Membou
Armand Membou (* 27. März 2004 in Lee’s Summit, Missouri) ist ein US-amerikanischer American-Football-Spieler auf der Position des Offensive Tackles. Aktuell spielt er bei den New York Jets in der National Football League (NFL).

## Frühe Jahre
Membou wurde in Lee’s Summit im US-Bundesstaat Missouri geboren, wo er auch aufwuchs. Seine Eltern wanderten aus Kamerun in die Vereinigten Staaten aus, zu Hause sprach Membou auch Französisch. Er besuchte die Lee's Summit North High School, an der er in der Footballmannschaft aktiv war. Ursprünglich versuchte er sich auch in anderen Sportarten, wie Tennis, Wrestling, Basketball, Fußball und Leichtathletik, allerdings setzte er sich im Footballsport durch. Vor seinem Junior-Jahr an der Highschool konnte Membou an Größe und Gewicht zulegen, sodass er sich als Stammspieler in der Offensive Line seiner Highschoolmannschaft etablierte. Während er in seinem Junior-Jahr noch als Linker Guard eingesetzt wurde, wechselte er zu seinem Senior-Jahr die Position und kam fortan als Rechter Tackle zum Einsatz. Er galt als einer der besseren Spieler des Bundesstaates Missouri seines Jahrgangs, aber war bundesweit nicht weiter von Bedeutung.
Nach seinem Highschoolabschluss akzeptierte Membou ein Stipendienangebot der University of Missouri aus Columbia, Missouri, um für die Missouri Tigers College Football zu spielen. Bereits in seinem Freshman-Jahr kam er zu regelmäßigen Einsätzen, teilweise als Starter, ehe er sich in seinem Sophomore-Jahr als absoluter Stammspieler etablierte. Insgesamt kam Membou in 35 Spielen für die Tigers zum Einsatz. Dort entwickelte er sich zu einem der besten Offensive-Line-Spieler seines Jahrgangs. 2024 wurde er ins Second-Team All-SEC gewählt. Besonders in der Saison 2024 konnte er durch gute Leistungen überzeugen, so ließ er während der ganzen Saison keinen einzigen Sack zu. Auch mit seinem Team war er erfolgreich, so konnten sie 2023 den Cotton Bowl Classic sowie 2024 den Music City Bowl gewinnen. Nach Abschluss der Saison 2024 entschied sich Membou auf sein letztes College-Football-Jahr zu verzichten und stattdessen am NFL-Draft teilzunehmen.

## NFL
Beim NFL-Draft 2025 wurde Membou in der ersten Runde an siebter Stelle von den New York Jets ausgewählt. Er war somit nach Will Campbell der zweite Offensive-Line-Spieler, der ausgewählt wurde. Anfang Mai unterschrieb er seinen Rookie-Vertrag bei den Jets.